# Louis de Hesse
Louis (1305 – 2 février 1345) est un membre de la maison de Hesse.
Troisième fils du landgrave Othon Ier de Hesse et de son épouse Adélaïde de Ravensburg, il épouse en 1340 Élisabeth, fille du comte Simon II de Sponheim-Kreuznach (de). Ils ont trois enfants :
- Othon (1341-1357) ;
- Hermann II (1342-1413), landgrave de Hesse ;
- Agnès (vers 1344 – 1394), abbesse à Eisenach.